# Christl Prange
Christl Prange (* 27. Mai 1937 als Christl Lucas in Erfurt; † 13. August 2024 in Halle (Saale)) war eine deutsche Künstlerin und Gobelinweberin.

## Leben
Christl Prange wuchs in Erfurt auf und absolvierte nach dem Abitur von 1955 bis 1958 eine Lehre zur Handweberin bei der Bauhausschülerin Margaretha Reichardt in Erfurt-Bischleben. Danach studierte sie von 1958 bis 1964 an der Burg Giebichenstein in Halle (Saale). 1962 unterbrach sie freiwillig das Studium für ein Jahr, um ihre Kenntnisse in der Textilindustrie zu erweitern. Nach dem Diplom arbeitete Christl Prange von 1964 bis 1966 als Vorsitzende einer Handwebergenossenschaft in Rostock. Sie heiratete den Tierarzt und späteren Professor Hartwig Prange und hatte mit ihm zwei Töchter. Mit der Arbeit ihres Mannes waren mehrere Umzüge verbunden. Die Familie lebte von 1966 bis 1967 in Groß Mohrdorf bei Stralsund, von 1967 bis 1979 in Eberswalde, von 1979 bis 1996 in Jena und seit 1996 in Halle (Saale).

## Wirken
Ab 1966 lebte Christl Prange freiberuflich als bildende Künstlerin, Autorin und Jurymitglied. Sie betrieb die seltene Arbeit der Bildwirkerei und beschäftigt sich in diesem Rahmen zusätzlich mit der Gestaltung von Paramenten. 1966 entwarf und webte sie für die Kirche in Groß-Mohrdorf ein grünes Antependium und nahm am Wettbewerb für die Schlosskirche in Wittenberg (violettes Antependium) teil. Auch in Jena entwarf die Künstlerin Bildteppiche für öffentliche Einrichtungen und verschiedene Kirchen und webte einige selbst. Zum Teil entstanden die Teppiche für die Kirchen mit der Jenaer Textilkünstlerin Barbara Schröder, andere erstellte die Paramentenwerkstatt in Eisenach.
Christl Prange war bis 1990 Mitglied des Verbands Bildender Künstler der DDR und war Mitglied im Bundesverband Bildender Künstler, in der Marienberger Vereinigung für evangelische Paramentik (seit 1998) und in der Thüringer Textilkünstlergruppe TAT. 1989 erhielt sie ein Stipendium in Riga, Lettland.
In Jena betrieb Christl Prange von 1981 bis 1988 (34 Ausstellungen) gemeinsam mit ihrem Mann die Kleine Galerie des Kulturbundes der DDR und leitete die Fortbildung für Zirkelleiterinnen in Rudolstadt. In Erfurt und Halle war sie im Berufsverband Bildender Künstler tätig und engagierte sich für das Kulturwerk des Verbandes und für die Kunst im öffentlichen Raum. Vor allem in Halle kamen die Jury (Tätigkeit unter anderem in Erfurt, Halle, Berlin, Heidelberg, Dessau), die Autorenschaft, die Vortragsarbeit und die Fortbildungsarbeit für die Paramentikerinnen hinzu.
In Halle entwarf Christl Prange vor allem Antependien, von denen einige in Zusammenarbeit mit der Paramentenwerkstatt Eisenach entstanden, wie z. B. die Ganzjahresantependien 2002 (vier liturgische Farben in einem Stück) für die Wartburg in Eisenach. Als Künstlerin erarbeitete sie auch freie Entwürfe und Skizzen.
2007 vermachte Erika John nach ihrem Selbstmord den Jenaer Künstlerinnen Christl Prange, Regina Lange, Martina Kürbs und Elke Decker ihren künstlerischen Nachlass. Diese sichteten und arbeiten den Nachlass auf. 2013 vermachten sie ihn der Stadt Jena.

## Ausstellungen und Ausstellungsbeteiligungen
Personalausstellungen 1985 in Dornburg (Saale) in der Kleinen Galerie im Rokokoschloss und 1997 in der Offenen Werkstatt Freigang in Bürgel/Thüringen.
Beteiligungen (Auswahl)
- 1976 Bad Frankenhausen
- 1976 Cottbus, „Kunsthandwerk der Bezirke Frankfurt/Oder, Potsdam und Cottbus“
- 1977/1978 Dresden, VIII. Kunstausstellung der DDR
- 1984 Szombathely/Ungarn
- 1985 Leipzig
- 1986 Fürstenwalde, Altes Rathaus, „Miniatur in der bildenden Kunst der DDR“
- 1989 Riga/Lettland
- 1992 Gotha
- 1993 Wiesbaden
- 2006 Magdeburg
- 2012 Jerewan/Armenien
- 2013 Freyburg an der Unstrut
- 2019/20 „Kunst von hier. Entdeckt in Stadt- und Kreis 1949–90“, Museum Eberswalde[5][6]

## Arbeiten in Museen und Sammlungen
- 1989/90 Museum für angewandte Kunst, Gera „Transparenz im Raster“
- 1984 Savaria – Museum, Szombathely/Ungarn, Miniatur-Stickerei
- 1989 Lettischer Kulturfonds, Riga/Lettland, Wandteppich „Nordlicht“
- 2002 Wartburg-Stiftung, Eisenach, Ganzjahresantependium

## Werke im öffentlichen Raum
- 1974/75 Wandteppich, Westendkino/Berufsschulzentrum, Eberswalde
- 1977 Wandteppich, Standesamt Strausberg
- 1978 Berufsschule des Fleischkombinates Eberswalde
- 1979/80 Wandteppich, Rathaus Frankfurt (Oder)
- 1979 Wandteppich für ein FDGB – Ferienheim in Altenhof/Werbellinsee

Antependien und Teppiche für Kirchen u. a.
- 1991 evangelische Kirche Nonnenweier
- 1992 für das Diakonische Werk in Berlin
- 1992/95 Stadtkirche St. Michael u. a. Kirchen in Jena
- 2002 Eisenach/Wartburg – Kapelle
- 2007/08 Regler – Kirche Erfurt
- 2010/12 Oude Kerk Soest (Niederlande)

## Ausstellungseröffnungen/Eigene Texte (Auswahl)
- 1995 „Margaretha Reichardt, Textilkunst 1907–1984“, Angermuseum Erfurt
- 2002 Galerie ADA in Meiningen, Künstler aus Thüringen – Hildegard Treß
- 2005 Symposium „Licht und Leicht“, Katalogtext und Ausstellungseröffnung, Villa

Kobe, Halle
- 2009 „Schüler von Margareta Reichardt“, Glockenmuseum Apolda, Eröffnung
- 2004 und 2009 Textilforum Hannover (Josefine Cyranka, Margaretha Reichardt)
- Antependienvorträge in Eisenach, Halle, Stendal.

## Kataloge und Zeitungsbeiträge
- 1978  VIII. Deutsche Kunstausstellung Dresden
- 1985  Experimente, Museum für Kunsthandwerk im Ferberschen Haus, Gera
- 1992  Gruppe TAT in Suhl
- 1993  Gestalt und Funktion – Kunsthandwerk in Thüringen;
- 1993  Nm 10/5, Gruppe TAT Internationales Symposium Gernewitz/Jena
- 2012  Call and art – Bildteppiche aus Halle, Jerewan/Armenien

- 1988  (Faltblatt) Kunsthandwerk im Burgkeller – iga Erfurt
- 1990  (Faltblatt) Jenaer Kunsthandwerk & Formgestaltung, Jena-Lobeda
- 1998  (Faltblatt) Gruppe TAT in der Zitadelle Berlin-Spandau
- 1989  (Plakat) III. Internationales Symposium, Dzintary/Riga

- 2003  Glaube und Heimat/Zeitung – „Mit langjähriger Tradition - Brennender Dornbusch“
- 2013  Thür. Landeszeitung, Tagebücher und Bilder von Erika John, Jena
- 2013  Jenapolis/Jena, Buchvorstellung und Lesung Erika John